# Philippe Marie Guillaume van der Maelen

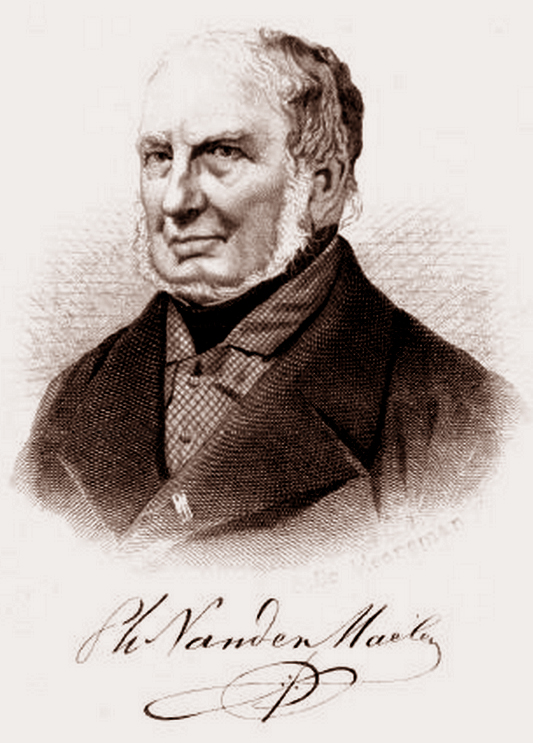
Philippe Marie Guillaume van der Maelen

Philippe Marie Guillaume van der Maelen, född 1795, död 1869, var en belgisk kartograf.
Maelen, till 30 års ålder verksam som köpman, utgav 1827 en Atlas universel (400 blad), det första större kartverket i litografi, och 1829-30 en Atlas de l'Europe (165 blad) samt grundade 1830 "Établissement géographique de Bruxelles", varifrån utgick stora kartverk, i synnerhet över Belgien, och som bildade en mönsteranstalt i kartografiskt hänseende. En av Mississippiflodens källsjöar och en orkidé är uppkallade efter honom på grund av hans förtjänster om geografin och botaniken.